# Marko Šćepović
Marko Šćepović (Belgrád, 1991. május 23. –) szerb válogatott labdarúgó, az Omónia Nicosia játékosa.

## Pályafutása

### Klubcsapatokban
Marko Šćepović Belgrádban született, kisebb helyi csapatokban futballozott, majd a Partizanhoz került. Az első csapatban 2010 szeptember 3-án szerezte első gólját, majd a Crvena zvezda ellen 3-1-re megnyert belgrádi derbi után a meccs emberének választották. A mérkőzés után kisebb balhéba keveredett miután csendre intette a ellenfél elkeseredett, és ezáltal feldúlt szurkolóit.
Nem ez volt az egyetlen balhés ügye, 2013 augusztusában a belgrádiakkal BL-selejtezőt játszottak, és buktak el a bolgár PFK Ludogorec Razgrad ellen. A hazai visszavágó után a Grobari szurkolói csoport vezéralakja beugrott a pályára és lerángatta Šćepovićról a mezt és a kapitányi karszalagot. Az ügy később a bíróságon folytatódott.
A történések után szeptemberben már a görög Olimbiakósz játékosa volt, akikkel bajnoki címet nyert ugyan, de kevés lehetőséget, mindössze hét bajnokit kapott a bizonyításra. A következő három évben a pireusziak kölcsönadták a Mallorcának és a Tyerek Groznijnak, de megfordult a belga bajnokságban is.
2016. augusztus 30-án hároméves szerződést kötött a Videotonnal. Három szezont töltött a székesfehérvári csapatnál, ez idő alatt 114 tétmérkőzésen lépett pályára. Bajnokságot nyert a klubbal és a 2018-2019-es szezonban az Európa-liga csoportkörében szerepelt az együttessel. 2019. augusztus 30-án a török Çaykur Rizespor szerződtette. 2021 januárjában, rövid thaiföldi kitérőt követően, a ciprusi élvonalban szereplő Omónia játékosa lett.

## Családja
Édesapja, Slađan Šćepović, és testvére, Stefan Šćepović is labdarúgók voltak. Utóbbival együtt játszott a MOL Vidiben.

## Mérkőzései a szerb válogatottban
| #  | Dátum               | Ellenfél     | Eredmény | Kiírás              | Esemény |
| -- | ------------------- | ------------ | -------- | ------------------- | ------- |
| 1. | 2012. október 12.   | Belgium      | 0 – 3    | Vb-selejtező        | 56'     |
| 2. | 2012. november 14.  | Chile        | 3 – 1    | barátságos mérkőzés |         |
| 3. | 2013. március 22.   | Horvátország | 0 – 2    | Vb-selejtező        | 9'      |
| 4. | 2013. június 7.     | Belgium      | 1 – 2    | Vb-selejtező        | 69'     |
| 5. | 2013. augusztus 14. | Kolumbia     | 0 – 1    | barátságos mérkőzés | 46'     |

## Sikerei, díjai
- FK Partizan:
  - Szerb labdarúgó-bajnokság: 2010–11, 2011–12, 2012–13
- PAE Olimbiakósz SZFP:
  - Görög labdarúgó-bajnokság: 2013–14

Videoton
- Magyar bajnok (1) : 2017-18
- ezüstérmes (1) : 2016-17